# Cheating (culturismo)
Il Cheating (dall'inglese to cheat = imbrogliare, ingannare), chiamate anche ripetizioni barate, o in inglese anche come cheat reps o cheat system, è una tecnica speciale applicata nell'esercizio coi pesi, in particolare nel body building e nel fitness.

## Definizione
La tecnica del cheating è una delle più semplici, diffuse ed intuitive tecniche di allenamento definite "ad alta intensità" (High Intensity Training Methods, HITM) nell'esercizio coi pesi, ed è concepita per essere applicata solo dopo aver raggiunto il cedimento muscolare durante una serie. La tecnica, descritta per la prima volta da Joe Weider nella  rivista di bodybuilding Muscle Builder, prevede che, una volta giunti al cedimento muscolare eseguendo le ripetizioni con una tecnica pulita, si prosegue la serie "rubando", cioè chiamando in causa ulteriori gruppi muscolari e/o avvalendosi dello slancio del corpo o di altri movimenti di compenso, permettendo di svolgere con un'esecuzione "sporca" ulteriori ripetizioni extra che non sarebbero state possibili con il movimento corretto. Si tratta di una maniera per eseguire le ripetizioni forzate senza un compagno.
Alcune ricerche stabilirono che anche solo portare ogni serie al cedimento può avere effetti negativi sulle risposte ormonali e i guadagni di forza e potenza. L'esercizio a cedimento non dovrebbe essere eseguito più volte per lunghi periodi, a causa dell'elevato potenziale di sovrallenamento e lesioni da uso eccessivo. Come altre tecniche che permettono di superare il cedimento muscolare, e quindi aumentare l'intensità dello sforzo e il Time Under Tension della serie, si consiglia di non applicare il cheating in maniera cronica e per tutti gli esercizi, in quanto particolarmente stressante, sia a livello fisiologico che articolare. L'uso sconsiderato del cheating pone sotto stress tendini, articolazioni e tessuto connettivo, e questo causa una maggiore esposizione a infortuni.
Esistono degli esercizi più adatti per applicare la tecnica del cheating, come curl con bilanciere, trazioni al lat machine, rematori, pulley, military press, e french press o in generale gli esercizi multiarticolari ai pesi liberi, mentre gli esercizi monoarticolari o di isolamento sono inadeguati in quanto causano più facilmente stress articolare e tendineo per via del coinvolgimento di una sola articolazione. Il cheating è pertanto maggiormente indicato per gli esercizi ad intensità media e alta con esercizi multiarticolari non vincolati, con un maggior intervento dei muscoli sinergici e un maggior impegno neuromuscolare.

## Altre tecniche di allenamento di resistenza
- Super set
- Tri set
- Set gigante
- Stretch contrastato
- Stripping
- Rest pause
- Ripetizioni eccentriche
- Ripetizioni forzate
- Ripetizioni negative
- Super slow
- Doppio impatto
- Peak contraction
- Burns
- Serie del 21
- Sistema piramidale
- Mantieni Peso (MP)
- Mantieni Ripetizioni (MR)
- Lock-out
- Cedimento muscolare